# Acidente do Bombardier CRJ200 prefixo 9N-AME em 2024
O Acidente do Bombardier CRJ200 prefixo 9N-AME foi um acidente aéreo nepalês ocorrido em 24 de julho de 2024. Um Bombardier CRJ200, de prefixo 9N-AME, se acidentou logo após a decolagem do Aeroporto Internacional Tribhuvan, em Catmandu. Dos 19 ocupantes a bordo, apenas um sobreviveu.

## Aeronave e tripulação

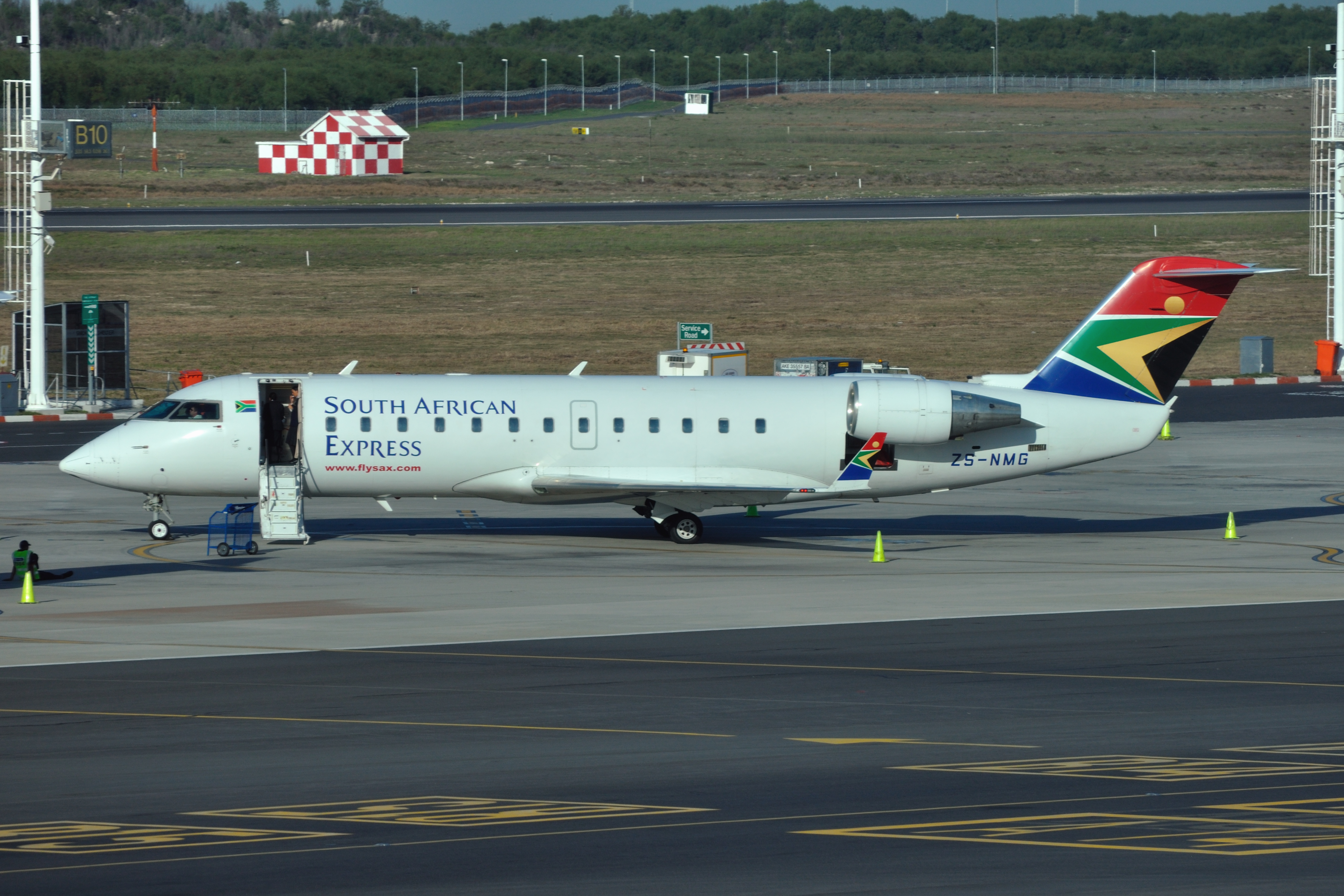
9N-AME, enquanto operava pela South African Express, em 2011.

A aeronave envolvida no acidente era do modelo Bombardier CRJ200, número de série 7772, prefixo 9N-AME, fabricado em 2003 pela canadense Bombardier em Montreal. Ele era equipado com dois motores General Electric CF34-3B1. Foi entregue em 29 de maio de 2003, em serviço à Atlantic Coast Airlines, operando pela United Express. Depois, em 2004, operou como Independence Air após a mudança de nome até 2007, quando passou à Arik Air, da Nigéria. Em 2008, passou à operar pela South African Express, da África do Sul, onde ficou até janeiro 2017 quando foi alugado pela americana AeroLiz e depois comprado pela Saurya Airlines em 13 de março de 2017.
Essa foi a segunda aeronave da companhia aérea, que iniciou suas operações em novembro de 2014. Foi colocado uma pintura especial com o carro Tata Tiago, conforme o acordo com a Sipradi Trading, tornando-se a primeira companhia de aeronaves de asa fixa do país a usar a marca na pintura de uma aeronave.
O voo seria pilotado pelo comandante Manish Ratna Shakya, de 37 anos, e pelo copiloto Sasant Katuwal, de 30 anos. O comandante Maish Shakya pilotava aeronaves CRJ200, também trabalhando como Chefe de Operações da Saurya Airlines, e de acordo com seu perfil no LinkedIn, estava na companhia há 9 anos após um mandato de quase 3 anos na Simrik Airlines. Enquanto isso, o copiloto Sasant Katuwal havia começado sua carreira apenas 3 anos antes depois de fazer treinamento na França, e estava animado por ter acabado de receber um Visa para fazer treinamento avançado na Alemanha.

## Acidente

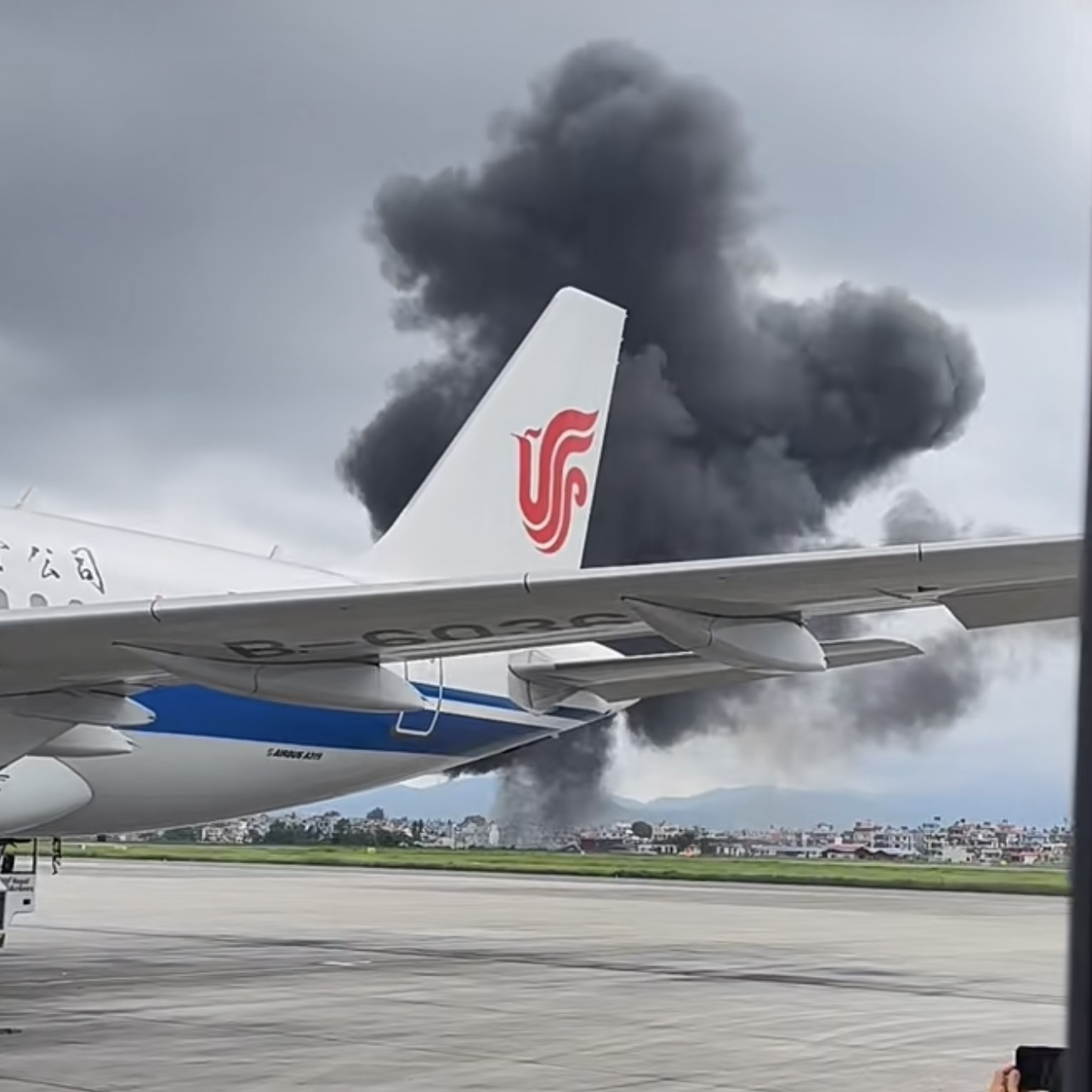
Fumaça da explosão após o acidente.

A aeronave realizaria um voo de teste entre o Aeroporto Internacional Tribhuvan até o Aeroporto Internacional de Pokhara, ao oeste, com cerca de 25 minutos de duração. Ao chegar no destino, seria realizado manutenção por um mês começando a partir do dia seguinte. Na aeronave estavam 19 ocupantes a bordo, sendo 17 funcionários da empresa, contando com a presença da esposa e o filho de 4 anos de um dos funcionários. Quase todos a bordo eram nepaleses, exceto um funcionário, nascido no Iêmen. A cidade de Catmandu passava por uma estação chuvosa, mas não estava chovendo na hora do acidente.
De acordo com Mukesh Khanal, porta-voz da Saurya Airlines, afirmou não ter ocorrido anormalidades antes da decolagem, embora um funcionário do aeroporto tenha relatado "ruídos de estalo" parecendo vir da aeronave antes do acidente. A aeronave alinhou-se à pista 02 e iniciou a decolagem às 11h11min do horário do Nepal. De acordo com o comandante, logo após atingir 100 pés (30 metros), a aeronave começou a descer e inclinar repentinamente à direita, perdendo o controle. Em seguida, o wingtip colidiu com o solo causando uma explosão imediata. A aeronave colidiu com um container na borda do aeroporto, separando o cockpit, e então derrapou em chamas num desfiladeiro entre um hangar da Buddha Air e uma estação de rádio. Grossas fumaças pretas da explosão podiam ser avistadas do local.

### Resgate
O resgate iniciou imediatamente após o acidente.